# Царь Иван Васильевич Грозный (картина)
«Царь Иван Васильевич Грозный» — картина русского художника Виктора Васнецова, написанная в 1897 году. Хранится в Третьяковской галерее. На ней изображён царь Иван Грозный, стоящий на ступеньках в своих палатах с посохом в левой руке и глядящий на зрителя. В левом нижнем углу полотна окно с узким закруглённым проёмом, в котором видна улица с церковью, вершинами деревянных домов и гуляющими горожанами.

## Создание и судьба картины
Васнецов, по его словам, заинтересовался образом Ивана Грозного в 1878 году, когда переехал в Москву. Картиной он занялся после того, как закончил оформление Владимирского собора в Киеве (1896), причём в работе использовал новые идеи, появившиеся у него в ходе работы в церкви.
Известно, что на образ царя повлияло театральное воплощение Ивана Грозного Федором Шаляпиным, который, в свою очередь, вдохновился более ранней картиной Ильи Репина «Иван Грозный убивает своего сына». Шаляпин пишет в своих мемуарах: «Несказанно я был польщен тем, что мой театральный Грозный вдохновил Виктора Васнецова на нового Грозного, которого он написал сходящим с лестницы в рукавичках и с посохом. Комплимент такого авторитетного ценителя, как Васнецов, был мне очень дорог»
Картина была впервые показана публике на 25-й юбилейной выставке Товарищества в 1897 году. Это стало для всех полной неожиданностью. Вскоре полотно купил Павел Третьяков, и с тех пор оно выставлено в Третьяковской галерее.